# Tymin (gromada)
Tymin – dawna gromada, czyli najmniejsza jednostka podziału terytorialnego Polskiej Rzeczypospolitej Ludowej w latach 1954–1972.
Gromady, z gromadzkimi radami narodowymi (GRN) jako organami władzy najniższego stopnia na wsi, funkcjonowały od reformy reorganizującej administrację wiejską przeprowadzonej jesienią 1954 do momentu ich zniesienia z dniem 1 stycznia 1973, tym samym wypierając organizację gminną w latach 1954–1972.
Gromadę Tymin z siedzibą GRN w Tyminie utworzono – jako jedną z 8759 gromad na obszarze Polski – w powiecie tomaszowskim w woj. lubelskim na mocy uchwały nr 16 WRN w Lublinie z dnia 5 października 1954. W skład jednostki weszły obszary dotychczasowych gromad Tymin, Werechanie i Huta ze zniesionej gminy Tarnawatka w tymże powiecie. Dla gromady ustalono 14 członków gromadzkiej rady narodowej.
1 stycznia 1959 gromadę zniesiono, włączając jej obszar do gromad Rachanie (wieś i kolonię Werechanie, kolonie Falków Nr 1 i 2, kolonię Pod Pawłówką i gajówkę Maziarnia) i Tarnawatka (wieś Huta oraz kolonie Hutczyska Nr 7, Tymin, Tarnawatka Nr 6, 14 i 2, i Haczysko Nr 1, 2 i 8) w tymże powiecie.